# Joris Denoo
Joris Denoo (Torhout, 6 juli 1953) is een Vlaams germanist, dichter, proza- en toneelschrijver.

## Levensloop
Denoo is licentiaat Germaanse filologie. Hij studeerde af aan de Katholieke Universiteit Leuven, met een proefschrift gewijd aan de Nederlandse dichter Sybren Polet. Hij is docent Nederlands aan de Katholieke Hogeschool Zuid-West-Vlaanderen Katho, campus Torhout (RENO), sedert midden jaren zeventig. Zijn hoofdberoep situeert zich in de lerarenopleiding waarbij hij zich specialiseert in muzische taalopvoeding, taalbeleid, taalbeschouwing, omgaan met anderstaligen, literatuur, grammatica, spelling en de redactie van het huisblad ‘Renoveren’.
Deze veelzijdige taalkunstenaar publiceert poëzie, verhalen, columns, toneel, essays, educatieve teksten, jeugdboeken en vertalingen.
Hij publiceert ook onder het pseudoniem Bjarne Donderdag

## Andere activiteiten
- Blogger op Lerarenforum en KR-redactie Kortrijk
- Columnist voor theatermagazine OpenDoek.
- Redacteur en secretaris van het tijdschrift Yang (1978-1988)
- Beheer van een achttal literaire blogs op het internet
- Activiteiten bij uitgeverijen Die Keure Brugge en CEGO Leuven in verband met taalmethodes en creatief proza voor kinderen en scholieren.

## Publicaties

### Poëzie
- Een nerveuze alchemist (1977)
- De Lotus van Loch Ness (1978)
- Tea for one (1979)
- Een praalbed bloemen maar ik hoef niet te geuren (1979)
- De conditie van de dichter (1980)
- Eendjes voeren (1981)
- Verzetsgedichten (1983)
- Staat van medewerking (1987)
- Binnenscheepvaart (1988)
- Confessions liquides (1988)
- Voltooid verwarmde tijd (1992)
- Poulidor. Pluimgedichten (1996)
- Monster. Pluimgedichten (1997)
- Linkerhart (2000)
- Robinson, NetBook 29 (2003)
- Oblomow in Handzame (2007)

### Proza
- De stiftenridder (1980)
- De fit-o-meter (1981)
- Repelsteel in Bourgondië, leesboek (1986)
- Tineke van Heule, gelegenheidsboek (1988)
- Jojobileumboek, farce (1988)
- Taal is een aardig ding, pamflet-essay (1993)
- Vreemde hemelvaart, novelle (1994)
- Moord op de krakeelhoek, historisch verhaal (1994)
- Herman, detective op puntschoenen, roman (2003)
- Vreemde Hemelvaart (2005)
- Brief aan mijn zoon
- Amuzementen, gids voor wie creatief met taal wil werken (2010)
- Journaalboek ‘Het Jaar Elf’, waarin de schrijver 2011 op de voet volgt.
- Vlaamse Filmpjes geïnspireerd door de geschiedenis en folklore van Heule, waar hij woont.

### Jeugdboeken
Zijn jeugdboeken zijn deels autobiografisch, onder meer:
- Een paar kinderen, dat de belevenissen van zijn dochters verhaalt
- Vallen en opstaan en andere boeken over epilepsie, geïspireerd op het leven van zijn zoon.

Andere boeken zijn realistisch, alhoewel er ook fantasierijke verhalen bij zijn, zoals
- Een bal in een baan om je hoofd.

### Theater
- Een eenhoorn in je tuin (1996)
- Thuis hebben we geen trein, monoloog (1998)
- Dode adder, dialoog, (2006)Almo Antwerpen, 00(bekroond)
- Hiep Hiep Hypo!, eenakter (2002)
- De Bierkaai, volksstuk in 14 staties (2002)
- Drie minimonologen (2003)
- Zeg, luister je nog?, 35 korte sketches (2004)
- 't Paradijs, een grensgeval, volkstheater (2007-2008)
- Damiaan: mijn ding, jeugdtheater i.o.v. Damiaanactie (2008)
- Hotel de stervende Olifant (2009)
- Vee (2009)

## Prijzen
Hij won prijzen in verschillende literaire genres, onder meer:
- Vijfjaarlijkse Guido-Gezelleprijs Poëzie Brugge, voor de bundel Linkerhart
- A. H. Cornetteprijs van de Koninklijke Academie voor Nederlandse Taal- en Letterkunde, voor het essay Woord en beeld. Taal op het aambeeld
- Jeugdboekenprijs Tielt Boekenstad, voor Een paar kinderen
- Meulenhoff Verhalenprijs, Amsterdam, voor de novelle Vreemde Hemelvaart
- Millennium Essay Prijs van Ambrozijn - Brabant Literair weg, voor Kanalfabetisme
- Prozaprijs van Universitaire Werkgroep Literatuur Leuven voor Q8
- Toneelprijs van de Koninklijke Academie voor Nederlandse Taal- en Letterkunde, voor Dode Adder
- West-Vlaamse Theaterschrijfprijs voor Dode Adder.
- In 2010 was hij Begijnhofdichter in Kortrijk.